# Bernard Samuels

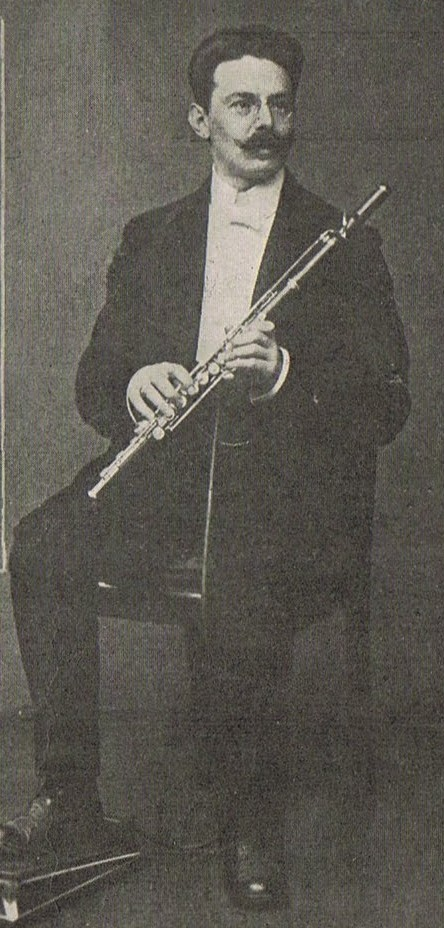
Bernard Samuels (1914)

Bernard Eduard Samuels, ursprünglich Barend Esriël Samuels (* 10. November 1872 in Paramaribo; † 22. Juli 1944 im Konzentrationslager Theresienstadt) war ein niederländischer Musiker und Erfinder.

## Leben
Bernard Samuels stammte aus einer jüdischen Kaufmannsfamilie in Suriname. Er war ein Sohn des Kaufmanns Esriël Aron Samuels und dessen Frau Sara Barend Citroen. 1874 zog die Familie nach Amsterdam.
Im Alter von 16 Jahren begann er das Musikstudium mit dem Hauptfach Flöte. Er war Flötist in verschiedenen Orchestern, darunter in Utrecht und in Essen. 1897 heiratete er in Amsterdam Sophia Hester Zendijk Am 21. Mai 1898 wurde das erste Kind, die Tochter Reina Sophia, in Groningen geboren.  Von 1906 bis 1911 spielte er im Orchester der Bayreuther Festspiele. In dieser Zeit wurde er als Soloflötist an das Hoftheaterorchester in Schwerin unter Willibald Kaehler verpflichtet.
Im Jahre 1911 erfand er das Aeorophor, als Tonbindeapparat für Blasinstrumente. Der Apparat will das Blasen ohne Abhängigkeit von der Atmung ermöglichen. Die Erfindung fand weithin Beachtung. Richard Strauss schreibt für sein Symphonisches Präludium und für die Anfangstakte seiner symphonischen Dichtung Eine Alpensinfonie die Apparatur Samuels' Aerophon vor. Im Frühjahr 1914 reiste Samuels auf der Imperator nach New York und Boston, um seine Erfindung auch hier vorzustellen.
Mit seiner Frau und der jüngeren Tochter Celina wohnte er in der Schweriner Orleansstraße 13 (heute Heinrich-Mann-Straße). Später, vermutlich mit Beginn der Judenverfolgung in der Zeit des Nationalsozialismus, zog die Familie nach Zeist. Die gesamte Familie fiel dem Holocaust in den Niederlanden zum Opfer. Die ältere Tochter Reina Sophia (* 1898 in Groningen) starb am 22. Oktober 1943 in Auschwitz, Celina am 16. April 1943 in Sobibor. Bernard Samuels kam mit seiner Frau über Bergen-Belsen in das KZ Theresienstadt, wo er am 22. Juli 1944 starb. Seine Frau Sophia starb am 5. April 1945 in Theresienstadt.

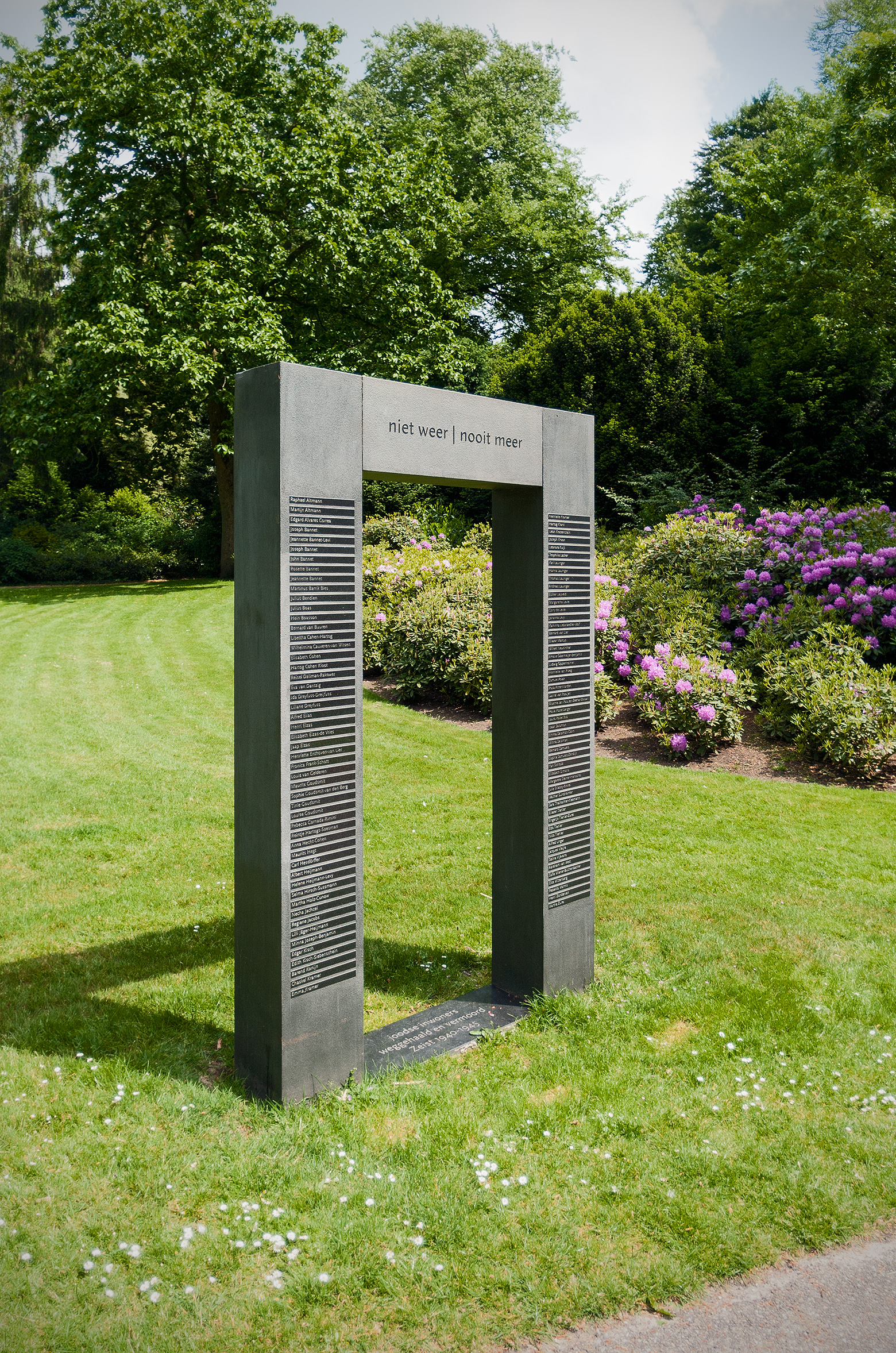
Denkmal in Zeist

An Bernard Samuels und die anderen Holocaust-Opfer der Stadt erinnert ein Denkmal in Zeist.